# Estreitos de Jor

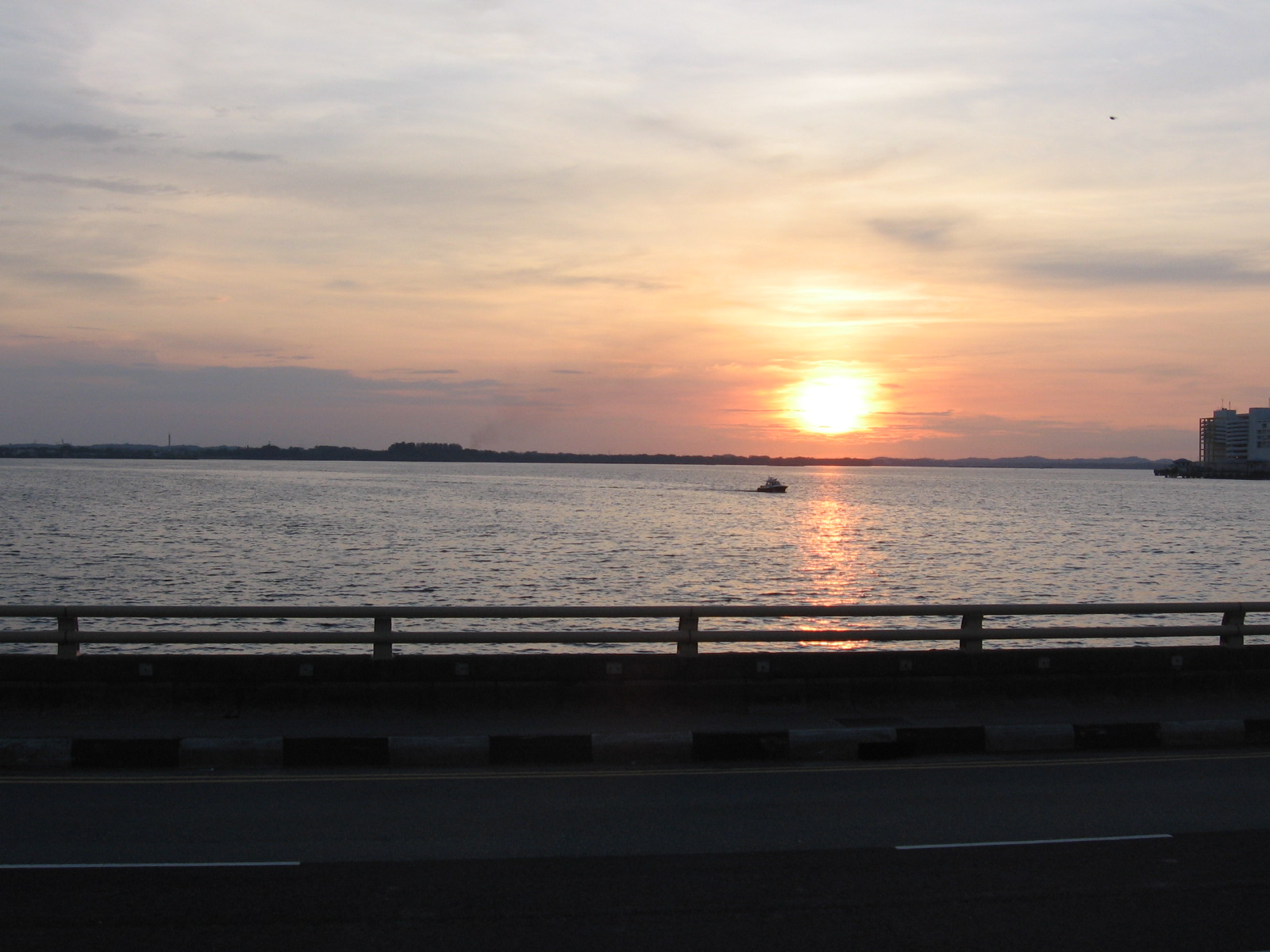
Pôr-do-Sol nos estreitos de Jor

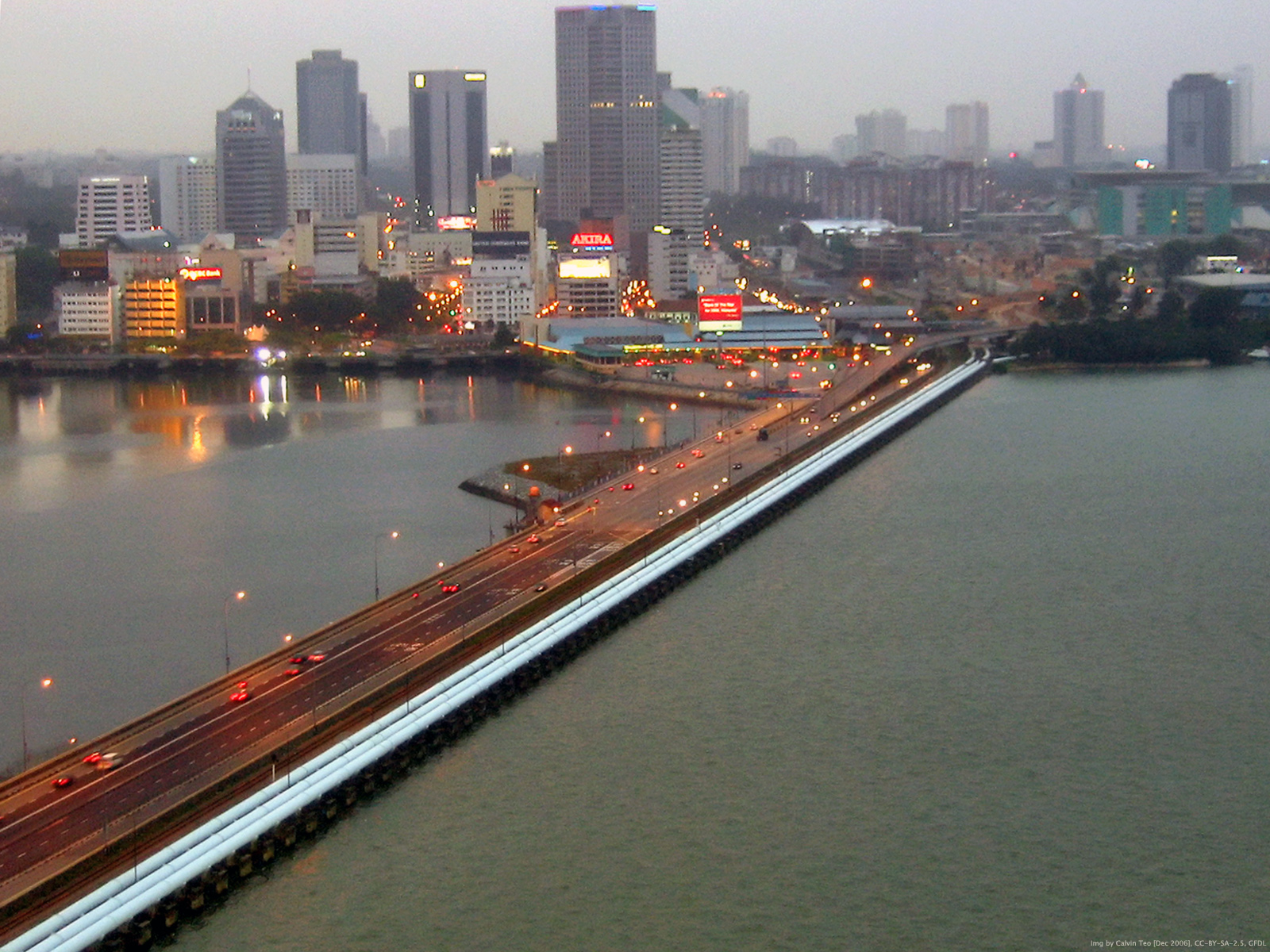
A ponte de Jor-Singapura atravessa o estreito de Joor (vista de Singapura)

Jor ou Joor (em malaio: Johor(e)) é um estreito que separa Jor (na Malásia) de Singapura.